# Sinofrančetija
Sinofrančetija (lat. Sinofranchetia), monotipski rod dvosupnica čiji je jedini predstavnik uresna listopadna grmasta penjačica iz porodice lardizabalevki (Lardizabalaceae). Kineski je endem koji raste po provincijama Gansu, sjeverni Guangdong, Hubei, zapadni Hunan, južni Shaanxi, Sichuan i sjeveroistočni Yunnan.
Kineska sinofrančetija je brzorastući, drvenasti, listopadni grm ili loza koji se u divljini obično širi preko grmlja i penje po stablima. Ime roda dolazi po sino-, što znači kineski i franchetia, u čast francuskog botaničara Adrien Rene Franchetija (1834. – 1900.)
- Sinofrančetija
- Sinofrančetija

## Vanjske poveznice
|  | Zajednički poslužitelj ima još gradiva o temi Sinofranchetia |
|  | Wikivrste imaju podatke o taksonu Sinofranchetia             |